# Grand chant
Il gran(d) chan(t) (courtois) o, in francese moderno, (grande) chanson courtoise o chanson d'amour, spesso abbreviata in chanson, era un genere della poesia lirica dell'antico francese inventato dai trovieri (trouvères).
Venne adottato dalla canso occitana dei trovatori, ma gli studiosi pongono in rilievo il fatto che fosse un genere distinto. Il tema predominante del grand chant era l'amor cortese, ma gli argomenti erano molto più estesi rispetto a quelli trattati nella canso, specialmente dopo il XIII secolo. Il grand chant monofonico dell'alto medioevo (XII–XIII secolo) era sotto molti aspetti il predecessore della chanson polifonica del tardo medioevo (XIV–XV secolo).